# Luerces
Luerces (en asturiano y oficialmente Lluerces) es una entidad singular de población, con la categoría histórica de aldea, perteneciente al concejo de Pravia, en el Principado de Asturias (España). Se enmarca dentro de la parroquia de Corias. Alberga una población de 36 habitantes (INE 2009) y está situado en la margen izquierda de los valles bajos del río Narcea.
La principal vía de comunicación es la carretera AS-347, que comunica Luerces con Cornellana, en el concejo de Salas, y Repolles.
La iglesia de San Miguel, de estilo románico, cuya fábrica actual data del siglo XIII, aunque su origen puede ser del siglo XI consta de una única nave con cabecera rectangular, a cuyos pies se encuentra una pila de agua bendita de base románica. Conserva el ábside y los canecillos de los aleros. En su interior, la bóveda de cañón y arco de triunfo con columnas adosadas, con picos de sierra y garras en la base.
Conserva importantes pinturas murales, datadas en el siglo XVII, que pertenecen al renacimiento tardío, denominado manierismo que decoran todo el presbiterio y que han permanecido ocultas durante los últimos tiempos. Estas pinturas, aunque similares, son posteriores a las halladas en los templos cercanos de Quinzanas y Pronga, de estilo románico arcaizante. Las obras de restauración acometidas en los últimos años, permitieron también el descubrimiento del arco románico primitivio, que da acceso al presbiterio.
Entre las tallas de las que dispone, cabe destacar:
- Virgen María, de estilo románico, datada en el siglo XII.
- San Juan Bautista, probablemente de la misma escuela que El Salvador de Oviedo.
- San Miguel, de estilo gótico.

Por otra parte, cabe destacar que al menos, hasta mediados del siglo XIX, Luerces formaba una parroquia propia, de la que dependían los lugares de Cabrafigal, La Abeyera, Las Campas, Repolles, Villagonzay y el propio Luerces; tal y como recoge Pascual Madoz en su diccionario de 1849:

LUERCES (San Miguel de): feligresía en la provincia y diócesis de Oviedo (6 leguas), partido judicial y ayuntamiento de Pravia. SITUACIÓN: a la izquierda del río Narcea en la falda de la cordillera que va desde Cornellana a Corias; con buena ventilación y CLIMA saludable. Tiene unas 66 casas repartidas en los lugares de Cabrafigal, la Abeyera, La Campa, Repolles, Villagonzay y el que le da nombre. La iglesia (San Miguel) está en el de Luerces y sirve el culto un cura de provisión ordinaria en concurso. Confina el TÉRMINO al norte Sandamías; al este el río Narcea y Corias; al sur con el mismo río; y al oeste Cornellana. El TERRENO participa de monte y llano, es feraz en la parte que fertiliza el expresado río y estéril en lo montañoso. PRODUCCIÓN: maíz, escanda, habas, trigo, centeno, castaás, patatas, lino, legumbres y frutas: mantiene ganado vacuno; hay caza y pesca de diversas clases. INDUSTRIA: la agricultura y 3 molinos harineros. POBLACIÓN: 66 vecinos y 250 almas.
Diccionario geográfico-estadístico-histórico de España y sus posesiones de Ultramar. Pascual Madoz. Año 1849.

Luerces, junto con todos sus lugares, se integró posteriormente en la parroquia de Corias, excepto Villagonzay que lo hizo en la de Sandamías.